# Harold Alden
Harold Lee Alden (Chicago, 10 gennaio 1890 – Charlottesville, 3 febbraio 1964) è stato un astronomo statunitense.

## Biografia
Nel 1912, ricevette un BA dal Wheaton College di Illinois e l'anno successivo ottenne il master's degree dall'Università di Chicago. Fu assistente per il programma di fotometria fotografica all'osservatorio Yerkes dal 1912 al 1914. In seguito, studiò all'Università della Virginia sotto Samuel Alfred Mitchell, ricevendo nel 1917 il Ph.D.. Alden divenne pèrofessore associato in Virginia nel 1924, ma lasciò presto tale incarico per divenire direttore della stazione astronomica dell'Università di Yale a Johannesburg. Alden lavorò a Johannesburg per vent'anni, studiando la parallasse delle stelle e calcolando gli errori probabili di parallasse.
Alden tornò all'Università della Virginia nel 1945 per succedere a Samuel Alfred Mitchell come professore di astronomia, presidente del dipartimento astronomia e direttore dell'osservatorio McCormick. Anche in Virginia, Alden compì studi sulla parallasse stellare, sulle stelle variabili e sul moto proprio delle stelle. È ricordato anche per i suoi studi di astrometria fotografica e per essere stato vicepresidente dell'American Association for the Advancement of Science e direttore della sua sezione D (astronomia) nel 1951. Dal 1952 al 1955, è stato presidente della Commissione 24, la sezione Parallassi stellari, dell'Unione Astronomica Internazionale.
Alden si ritirò dalla sua posizione nell'Università della Virginia, il 30 giugno 1960. Morì il 3 febbraio 1964, lasciando la moglie Mildred, tre figli e undici nipoti. Il cratere Alden, situato sulla faccia nascosta della Luna, è così chiamato in suo onore.